# Easley Blackwood
Pour les articles homonymes, voir Blackwood.
Easley Blackwood, né le 21 avril 1933 et mort le 22 janvier 2023 à Chicago, est un professeur de musique, pianiste et compositeur américain, auteur de livres de théorie musicale incluant des recherches sur les propriétés microtonales et l'harmonie traditionnelle.

## Biographie
Blackwood est né à Indianapolis. Il y étudie le piano et se produit dès l'âge de 14 ans avec l'Orchestre symphonique d'Indianapolis.  Après ses études aux États-Unis (notamment à l'Université Yale), il se rend à Paris de 1954 à 1956, se formant avec Olivier Messiaen, Paul Hindemith et Nadia Boulanger. Pendant quarante ans, de 1958 à 1997, Blackwood enseigne à l'Université de Chicago.
Les premières compositions de Blackwood ne sont pas particulièrement audacieuses, même s'il fait usage de la polyrythmie. En 1980–81, un nouveau style émerge abruptement avec Twelve Microtonal Etudes for Electronic Music Media (Douze études microtonales pour les médias de musique électronique), qui utilisent la microtonalité. 
En tant qu'interprète au piano, Blackwood a défendu le répertoire de Charles Ives, Pierre Boulez et la seconde école de Vienne, tout en étant membre de la formation chambriste Chicago Pro Musica, qui comprend des membres de l'Orchestre symphonique de Chicago.

## Œuvres principales
- Concerto pour clarinette (1964), Op. 13
- Concerto pour hautbois (1965), Op.19
- Concerto pour flûte et orchestre à cordes (1968), Op. 23
- Concerto pour piano (1970), Op. 24
- Concerto pour violon et orchestre de chambre (1967), Op. 21
- Sonate pour flute et clavecin (1962), Op. 12/13
- Twelve Microtonal Etudes for Electronic Music Media (1980), Op. 28
- Suite in 15-Note Equal Tuning, Op. 33
- Symphonie n° 1 (1955), Op. 3 - notamment enregistrée par Charles Munch avec l'Orchestre symphonique de Boston (RCA, 1959)
- Symphonie n° 2 (1960), Op. 9
- Symphonie n° 3 (1964), Op. 14
- Symphony Fantasy (1965), Op. 17
- Symphonie n° 4 (1977)
- Symphonie n° 5 (1990)